# Acacia loderi
Acacia loderi é uma espécie de leguminosa do gênero Acacia, pertencente à família Fabaceae.